# باول كوين
باول كوين (بالإنجليزية: Paul Quinn)‏ هو سياسي أمريكي، ولد في 31 أكتوبر 1943 في هانيبال في الولايات المتحدة. حزبياً، نشط في الحزب الديمقراطي. وقد انتخب عضو مجلس نواب ولاية ميسوري.